# Gördel (ammunition)

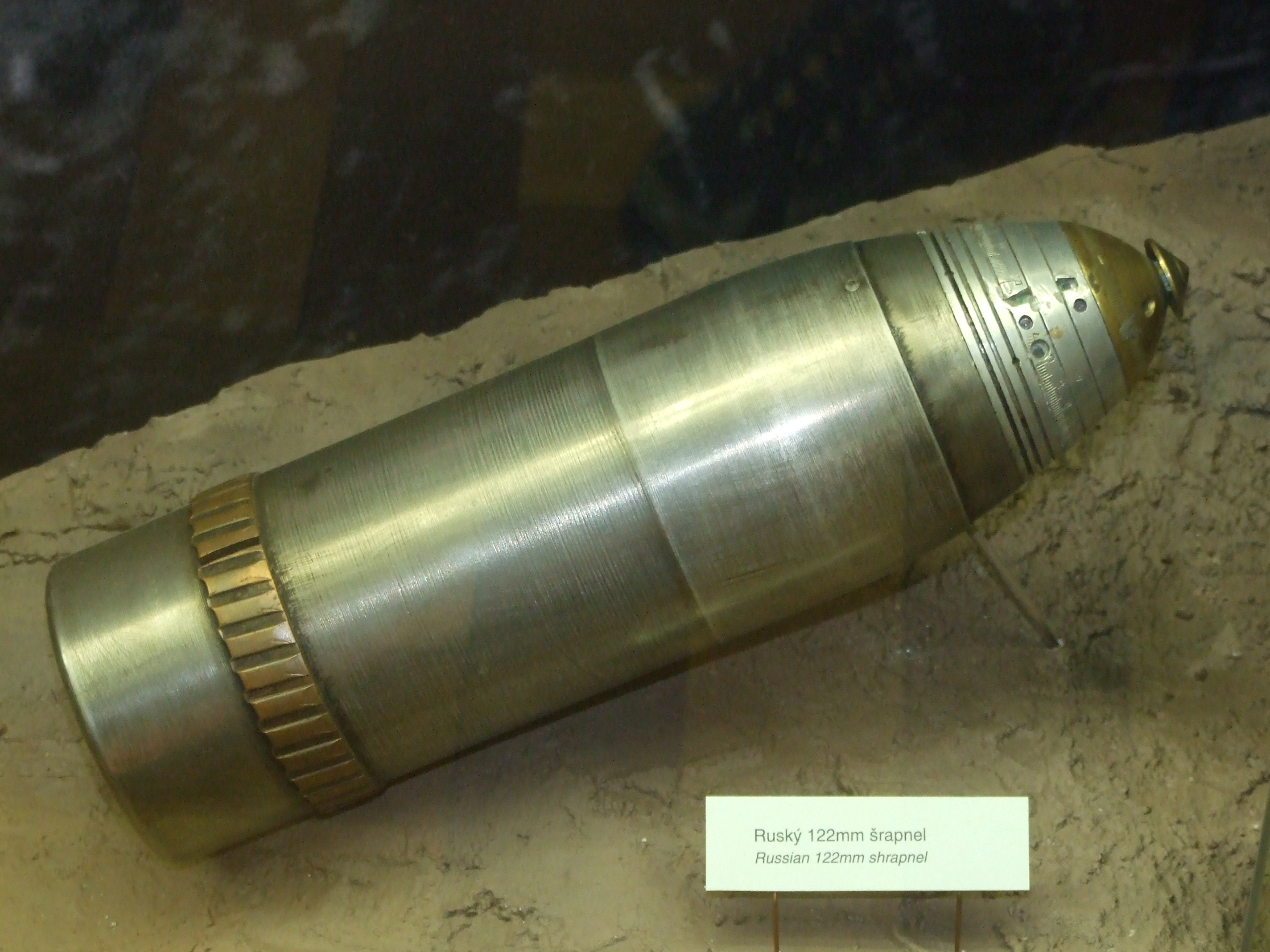
Granat med synlig gördel vid basen.

En gördel inom ammunition är en ring av mjukare material som koppar, bly eller plast vilken är anbringad kring livets bas hos projektiler för räfflade eldrör. Gördeln anbringas på projektilen i ett kringgående spår på projektilbasen, så kallat gördelspår, och pressas på plats. För att gördeln inte ska slira i förhållande till projektilen är gördelspåret i regel lättrat på botten.
Projektiler med gördel började tas fram under 1800-talets andra halva och kallades ursprungligen gördelprojektiler för att särskilja de från äldre projektiler utan gördel.

## Syfte
Syftet med gördeln är många. Dess huvudsakliga syften är:
- Greppa tag i eldrörets räffling under skottlossning och ge projektilen rotation längs sin längdaxel för rotationsstabilisering i projektilbanan, då kallad gördelstabilisering.
- Täta mot krutgaserna mellan projektil och eldrör.
- Kila fast projektilen i övergångskonen (längden där loppet övergår till räffling från patronläget[1]) vid ansättning.
- Tillsammans med valk eller annan stödanordning styra projektilen i eldröret under skottlossning.

Stabilisering av projektilen är viktigt för ytterballistiken då den styr projektilen så den går med spetsen före i projektilbanan och inte tumlar. Rotationsstabilisering, även kallad gyrostabilisering, verkar genom masskrafterna vid projektilens rotation och fungerar även i vakuum. Förutom gördel kan rotationsstabilisering även åstadkommas med mantel, då kallad 'mantelstabilisering'.
Om gördeln brister under skottlossning, så kallat gördelbrott, kan detta medföra lägre utgångshastighet eller minskad rotation för projektilen och därmed kortare räckvidd och större spridning.

## Slirgördel
Slirgördel eller slirande gördel är en löst anbringad gördel på en projektil som har i uppgift att slira och inte ge projektilen rotation i full omfattning. Detta möjliggör skjutning i räfflat eldrör med projektil som inte är rotationsstabiliserad (till exempel pilprojektil) eller som ur verkanssynpunkt bör ha låg rotation (till exempel pansarspränggranat).
Dessa projektiltyper använder istället 'aerodynamisk stabilisering' som verkar genom luftmotståndet mot fenor eller liknande. Exempel på detta är fenstabilisering (utfällbara fenor), pilstabilisering (fasta fenor) eller styrrörsstabilisering (rörformad del baktill på vissa granater till granatgevär för att ge aerodynamisk stabilisering i banan).

### Fotnoter
1. ↑  ”Übergangskegel” (på Tyska). lutzmoeller.net. Arkiverad från originalet den 7 mars 2021. https://web.archive.org/web/20210307115850/http://lutzmoeller.net/Waffen/Technik/Uebergangskegel.php. Läst 15 februari 2022.